# Зулфај
Зулфај (алб. Zylfaj) је насељено место у општини Ђаковица, на Косову и Метохији. Према попису становништва из 2011. у насељу је живело 59 становника.

## Становништво
Према попису из 2011. године, Зулфај има следећи етнички састав становништва:
| Националност | 2011.       |
| Албанци      | 59 (100,0%) |
| Укупно       | 59          |

| Демографија | Демографија | Демографија |
| Година      | Становника  | Становника  |
| ----------- | ----------- | ----------- |
| 1948.       | 156         |             |
| 1953.       | 178         |             |
| 1961.       | 208         |             |
| 1971.       | 234         |             |
| 1981.       | 261         |             |
| 1991.       | 254         |             |
| 2011.       | 59          |             |